# 殴者 NAGURIMONO
『殴者 NAGURIMONO』（なぐりもの）は、2005年に公開された日本映画。
総合格闘技イベントPRIDEを主催していたドリームステージエンターテインメントが映画事業に参入し製作した異色時代劇映画。
監督はDragon Ash、KREVAなどのミュージック・ビデオを数多く手掛けている映像クリエイターの須永秀明。格闘家の桜庭和志、高山善廣、ヴァンダレイ・シウバらが出演し格闘シーンを演じている。

## 出演
- 暗雷…玉木宏
- 月音(遊女)…水川あさみ
- ピストル愛次郎…陣内孝則
- 虎走六…虎牙光揮
- 皮舌雨舌…篠井英介
- クリスチャン・ストームズ
- 黒田浅左右衛門…山田明郷
- マギー
- 田中要次
- 片山敬太郎
- 銀閣…桜庭和志
- 鉄風…高山善廣
- モルテ…ヴァンダレイ・シウバ
- ドン・ディガ…クイントン・"ランペイジ"・ジャクソン
- ドン・フライ
- アレクサンダー大塚
- 金原弘光
- 松井大二郎
- 島田裕二
- 野口大輔
- 楽しんご

## スタッフ
- 監督：須永秀明
- 製作総指揮：榊原信行、葵てるよし
- 脚本：伴一彦
- 音楽：會田茂一
- プロデューサー：森谷雄、マツムラケンゾウ
- 原作：田中雄一郎
- 撮影：小松高志
- 美術：磯田典宏
- 主題歌：奥田美和子「ぼくが生きていたこと」（BMG JAPAN）
- スタジオ：東映東京撮影所
- 製作プロダクション：セップ
- 製作：ドリームステージピクチャーズ、アーティストハウス、セップ

## DVD
- 殴者（特典映像:オリジナル予告、編試写会での舞台挨拶入り）